# Papierveredelung
Papierveredelung bezeichnet eine Veränderung der porigen Oberfläche von Papier durch eine zusätzliche Beschichtung. Durch diese bekommt das Papier entweder einen bestimmten Glanz, eine Struktur oder vorab definierte Effekte, die es in seiner ursprünglichen, unbearbeiteten Form nicht besitzt.
Als Synonym für den Begriff der Papierveredelung wird oft der Begriff der Druckveredelung verwendet. In der Druckindustrie wird dank der Papier- oder Druckveredelung eine Veränderung der Papieroberfläche erzielt, die das Printprodukt als Ganzes zum einen durch den Schutz vor Abnutzung langlebiger macht, zum anderen durch eine optische oder haptische Aufwertung zu dessen Verkauf oder zum Verkauf der darin dargestellten Produkte oder Dienstleistungen beiträgt.

## Einsatzarten
Papierveredelungen werden unter anderem für folgende Printerzeugnisse eingesetzt:
- Bücher
- Hochglanzmagazine
- Folder und Broschüren
- Verpackungen
- Glückwunschkarten
- Kataloge
- Visitenkarten
- Stadtpläne
- Speisekarten und Tischaufsteller
- Tischkarten
- Lernmaterialien

## Techniken

### Lackierung
Die Papierveredelung durch Lackierung erfolgt durch den Auftrag von glänzenden oder matten Lacken. Diese können entweder zum einen flächendeckend, zum anderen partiell – sprich, nur auf bestimmten Stellen einer Fläche – aufgetragen werden.
In der Papierveredelung wird zudem eine Vielzahl von so genannten Sonderlacken eingesetzt. Dem Lack ist dabei meist eine Substanz beigemischt, die gezielt für eine gewünschte Wirkung sorgt, wie zum Beispiel:
- Glitterlacke[2][3]
- Thermofarben
- Leuchtfarbe[4]
- Duftlacke[5]
- Rubbellacke[6][7]
- Relieflacke[8][9]
- Spots[10][11]
- Dispersionslack[12]
- UV-Lack[13]
- Soft-Touch-Lack[14]
- Drip-Off-Lack[15]
- Oeldrucklack[16]
- Strukturlack[17]

### Folienkaschierung
Unter Kaschieren versteht man das Verbinden mehrerer Lagen gleicher oder verschiedener Materialien. In der Papierveredelung sind dies Papier oder Karton mit Folie. Eine Folienkaschierung kommt vor allem dort zum Einsatz, wo langlebige Printprodukte wie Bücher oder Verkaufskataloge vor Abnutzung geschützt werden sollen. Für die Kaschierung werden meist Matt-, Glanz-, Struktur- und Forchheimfolien eingesetzt.
Neben diesen klassischen Folien gibt es noch eine Reihe von Sonderfolien:
- Bei der Fensterkaschierung werden beispielsweise in den Druckbogen Sichtfenster ausgestanzt und im Anschluss vollflächig kaschiert.[21]
- Bei der Streifenkaschierung können Druckbogen mit Aussparungen kaschiert werden. Weiterhin ist eine vollflächige Kaschierung mit metallisierten Silber- und Gold-Folien möglich.
- Bei der Verbundkaschierung werden Papier, Karton und eine Vielzahl von Kunststoff-Filmen von Rolle auf Rolle mit lösemittelfreien Klebstoffen kaschiert. Folgende gängige Verbundherstellungen sind dabei möglich:[22] Papier mit Folie, Folie mit Folie, Folie mit Aluminium, Duplex-Verbunde oder Triplex-Verbunde.

### Prägefoliendruck

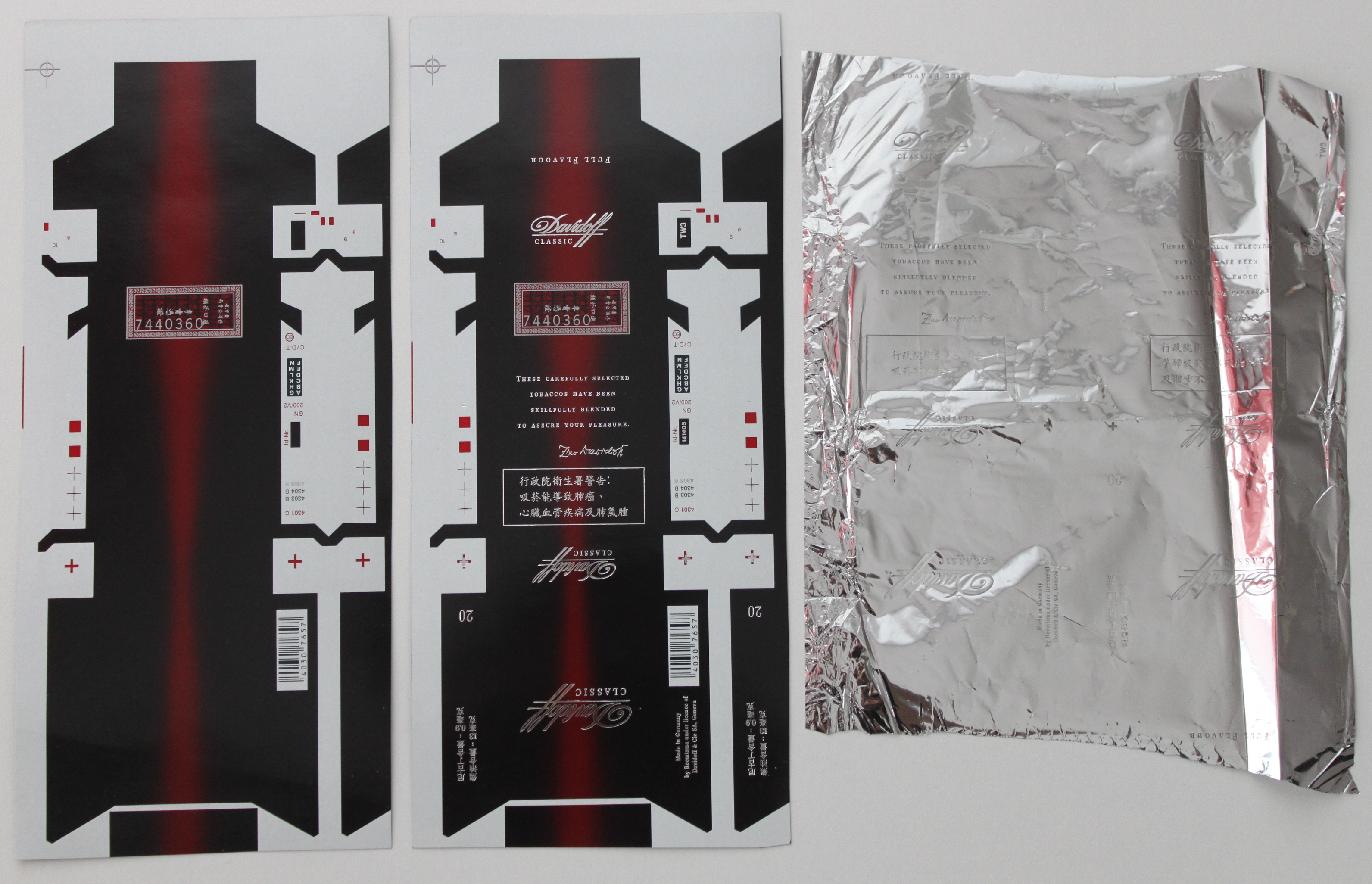
Verpackung vor dem Prägen (links), nach dem Prägen (Mitte) und die Folie nach dem Prägen (rechts)

Zum Prägefoliendruck zählen mehrere technische Verfahren und verschiedene Folientypen. Prinzipiell wird beim Prägefoliendruck unabhängig vom spezifischen Verfahren eine Prägefolie mithilfe einer Prägedruckform auf einen Bedruckstoff „gepresst“. Die Grundform des Prägedruckverfahrens ist die so genannte Planprägung. Die übertragene Folie liegt dabei in einer Ebene mit dem Bedruckstoff. Je nach Anpressdruck und Bedruckstoff entsteht eine kaum merkliche bis deutliche Einprägung der Folienschicht.
Weitere verbreitete Verfahren sind: Microembossing, Strukturprägung, Reliefprägung oder Sonderfolien mit besonderen Effekten wie Silber und Gold, besonderer Kratzfestigkeit sowie Hologramme oder Holografien.
Jedes Verfahren hat seine eigene, individuelle Wirkung, eignet sich für ganz bestimmte Bereiche und ist zudem abhängig von der Qualität und Eigenschaft des Bedruckstoffs.

### Blindprägung
Die Blindprägung kommt ursprünglich aus dem Buchdruck und ermöglicht in der Papierveredelung mehrdimensionale Darstellungen mit Licht- und Schattenbildung durch Verformung des Bedruckstoffs durch das Prägewerkzeug. Blindprägungen mit erhöhtem Motiv heißen Hochprägungen, solche mit vertieftem Motiv Tiefprägungen. Da die geprägten Kanten ein feines Licht- und Schattenspiel ermöglichen, werden besonders Schriften, Logos und Strukturen per Blindprägung veredelt.

### Kaltfolientransfer
Die Kaltfolienveredelung oder auch Kaltfolientransfer genannt ist ein relativ neues Verfahren in der Papierveredelung. Für den Transfer der Folie wird ein spezieller Kleber in sehr hoher Auflösung und Detailfeinheit über ein Farbwerk auf den Bedruckstoff aufgebracht. Im folgenden Farbwerk wird die Folie an den Stellen auf den Bedruckstoff aufgenommen, an denen vorab der Klebstoff übertragen wurde. Dies ermöglicht die Hervorhebung feinster Strukturen, Rasterverläufe, Schriften und besonders metallischer Farben.

### Einsiegelung
Die Einsiegelung oder auch Laminierung genannt ist ein Durchlaufverfahren, in dem unter Druck- und Wärmeeinwirkung ein doppelseitiger vollflächiger Verbund zwischen Druckbogen und Polyesterfolien erzielt wird. Die Dicke des Verbundes kann dabei je nach Einsatz des Produktes variieren. Dabei gilt: Je dicker der Verbund, desto robuster und geschützter das Produkt. Eingesiegelte Papiere werden vor Schmutz und Feuchtigkeit geschützt und erhalten Stabilität. Zum Einsatz kommt die Einsiegelung u. a. bei Lernmaterialien, Landkarten, Taschenkalendern oder Katalogen, um diese Produkte vor Abnutzung durch permanenten Gebrauch zu schützen.